# Remastersys
Remastersys fue software libre para crear un Live CD/DVD personalizado de Debian, Ubuntu o de sus derivados, y permitió además hacer una copia de seguridad de todo un sistema, incluyendo los datos de usuario a un Live CD/DVD instalable .

## Historia
Inicialmente fue creado para ser capaz de facilidad de copia de seguridad o crear una copia de una distribución de Ubuntu o derivado de la instalación. La inspiración para este instrumento procedía de la mklivecd script que usa Mandriva y la "remasterme" script que se encuentra en PCLinuxOS. Cómo los scripts no eran muy fáciles de portar a Ubuntu, se escribió desde cero. 
En abril de 2013 el autor de Remastersys anuncia en su sitio web que abandona el proyecto y no será mantenido ni estará más disponible. Un fork del programa está siendo mantenido por Robert Dohnert (distribución OS4) con el nombre de System Imager.

## Utilización
Se trata de una forma muy útil y sencilla de crear una Live CD/DVD de la versión de Debian o Ubuntu, una vez que el sistema está instalado y configurado con los programas, actualizaciones, etc. El usuario sólo tiene que:
1. Descargar e instalar la última versión de remastersys.
2. Abrir el programa (se crea un acceso directo en el "desktop") y, a continuación, elegir una de las opciones "dist" o "backup", y luego la iso del LiveCD se crea automáticamente.

La ISO resultante también puede instalarse en una memoria USB, o para la creación de una distro LiveUSB.
Dispone de una versión de línea de comandos y una versión en interfaz gráfica. En la actualidad trabaja con Debian, Ubuntu, Linux Mint y Klikit-Linux, y, posiblemente, más distribuciones basadas en Ubuntu. La versión 10.10 de Ubuntu (Maverick Meerkat), es soportada oficialmente. 

## Distribuciones y versiones soportadas

### Debian
- Lenny
- Squeeze
- Wheezy

### Ubuntu
- Gutsy Gibbon
- Hardy Heron
- Karmic Koala
- Lucid Lynx
- Maverick Meerkat
- Natty Narwhal
- Oneiric Ocelot

## Problemas conocidos
- Un Live CD/DVD creados a partir de un sistema instalado con controladores propietarios de ATI o Nvidia, cuando arranca el sistema, no cargará estos controladores.
- Cuando se ejecuta desde una instalación hecha con wubi, remastersys parece entrar en un "bucle infinito" al intentar crear una ISO de ese sistema.(Esto sigue sin corregirse pero tiene solución, aunque es bastante complicada).
- En un sistema que incluya VirtualBox, la remasterización no funcionará debido a que VirtualBox asigna al grupo el mismo número (gid 1001) que el sistema Live-CD. Para que sea viable la remasterización previamente habrá que asignar un número diferente al grupo de VirtualBox.